# 南イリノイ大学
南イリノイ大学（英: Southern Illinois University）は、アメリカ合衆国イリノイ州にある総合大学であり、1869年に設立された南イリノイ教育大学（Southern Illinois Normal College）が起源である。
2つのフラッグシップキャンパス、南イリノイ大学カーボンデール校（Southern Illinois University Carbondale、略称：SIUC、カーボンデール市と南イリノイ大学エドワーズビル校（Southern|Illinois University Edwardsville、略称：SIUE、エドワーズビル市en:Edwardsville,_Illinois）から成る。なお、SIUCが1970年に設立した医学部(School of Medicine)は、イリノイ州の州都スプリングフィールドにある。両キャンパスが共に田舎の小さな町という環境にあることもあり、近年、順位を下げており、南イリノイ大学は、Webometrics|Ranking of World Universitiesの2010年版によると、世界第293位となっている（ちなみに同大学と順位が近い日本の大学に287位の九州大学、442位の神戸大学がある）。

## 南イリノイ大学カーボンデール校
南イリノイ大学の中核となるカーボンデール校は、1869年に設立された南イリノイ教育大学（Southern Illinois Normal College）が起源である。所在地のカーボンデール市はイリノイ州の南部にある。

## 南イリノイ大学エドワーズビル校
エドワーズビル校が所在するエドワーズビル市は、セントルイスに近く、イリノイ州で3番目に古い市である。
次の学部・大学院がある。
- School of Dental Medicine（歯学部）
- School of Nursing（看護学部）
- School of Pharmacy（薬学部）
- College of Arts & Sciences（教養学部）
- School of Business（経営学部）
- School of Education（教育学部）
- School of Engineering（工学部）

## 南イリノイ大学新潟校
南イリノイ大学新潟校（Southern Illinois University Niigata : SIUC-N）は、1988年に新潟県北蒲原郡中条町（現胎内市）に日本分校（新潟校）として設置された。一時は新潟校から南イリノイ大学他校への留学生も多数いたが、学生数減少によって累積赤字になり、2007年3月の卒業生をもって廃校となった。現在、残された施設は改修された上で開志国際高等学校の校舎と学生寮に転用されている。
新潟校は、南イリノイ大学本部が直接設置したものではなく、日米貿易摩擦解消のために組織された日米貿易拡大促進委員会の後援のもとに中条町が誘致した。
南イリノリ大学からの教員の招聘や地元との交流、さらにはカーボンデール市と中条町の姉妹都市の提携があった。また、新潟県とイリノイ州は新潟・イリノイ教育経済評議会を結成するなどの一定の成果が得られていた。
なお、新潟校は、名称は「大学」だが、日本国の学校教育法で大学扱いができず、各種学校扱いであった。

## 関連人物
教職員
- 島田泉（考古学者）
- デビッド・ギルバート（自動車工学）
- 高山晟（元経済学部教授）
- 戸堂康之（元経済学部助教授、現早稲田大学教授）

日本人の卒業生
- 上埜進（1991にDBA（経営学博士）を取得、College of Businessに1986-1991在籍, President of Asia-Pacific Management Accounting Association(APMAA)､ 甲南大学会計大学院教授
- 矢野晴美（旧姓 五味・Gomi、2002-2005医学部(School of Medicine)助教授、Division of Infectious Diseases、自治医科大学感染症科准教授）
- 渡部翔子（映像プロデューサー）
- 植松泰良（プロ野球コーチ）
- 石塚真一（漫画家）

カーボンデール校名誉人文学博士
- 池田大作 (創価学会名誉会長）